# Rhinopoma cystops
Rhinopoma cystops é uma espécie de morcego da família Rhinopomatidae. É encontrada no norte da África e no Oriente Médio.